# Джефферсония сомнительная
Косоплодник сомнительный или Джефферсония сомнительная (лат. Plagiorhegma dubium) — многолетнее цветковое растение, вид рода Косоплодник (Plagiorhegma) семейства Барбарисовые (Berberidaceae) согласно системе APG IV. Согласно предыдущим классификациям, вид относился к роду Джефферсония (Jeffersonia).

## Распространение и экология
Ареал вида охватывает Уссурийский край и Маньчжурию.
Произрастает в тенистых лиственных и смешанных лесах, на перегнойной почве, одиночно и небольшими группами; по вырубке леса сохраняется и растёт в кустарниках, а в редких случаях даже среди лугов.

## Ботаническое описание
Растение высотой 10—40 см. Форма кустика компактная.
Корневище короткое, горизонтальное, дающее богатую корневую систему и тонкие подземные побеги, густо покрытые чешуйчатыми, очень тонкими листочками со стеблеобъемлющим основанием и острой верхушкой.
Все листья прикорневые, выходят из корневища пучками и окружены при основании двумя или более сухими листовыми влагалищами, совершенно голые; пластинка почти округлая, диаметром до 8 см, с сердцевидным основанием и широкой выемкой на верхушке; края пластинки неправильно угловато-выемчатые. 
Первые побеги, появляющиеся весной из-под земли пурпурные, затем появляются бордовые листья, которые со временем приобретают зелёную окраску. 
Цветки одиночные на длинных цветоносах, по длине равных листьям, голубые или синие, обоеполые, диаметром около 25 мм.
Плодики сухие, раскрываются на верхушке косой щелью. Семена удлиненные, мелко точечные.

## В культуре
Джефферсония сомнительная выращивается в качестве декоративного садового растения. Наиболее декоративна весной во время цветения, которое длится около недели. После цветения декоративны листья. Во время распускания они фиолетово-красные, позже становятся зелёными с сизоватым оттенком. Листья украшают растение до глубокой осени, а к зиме отмирают.
Предпочитает богатые органикой почвы. Плохо переносит засуху и тяжелые глины. 
Семена долго не хранятся и должны быть посеяны вскоре после созревания плодов. В подходящих тенистых местах джефферсония сомнительная часто дает самосев. Растение очень лёгкое в культуре, хорошо пересаживается в разное время и легко размножается делением. Со временем образует плотные компактные коврики.

## Значение и применение
Хороший пыльценос и второстепенный медонос. Пчёлы посещают охотно цветки для сбора пыльцы и нектара. Масса одного пыльника от 9,2—15,0 мг. Пыльцепродуктивность одного цветка 3,1—5,0 мг. Пыльца бледно-жёлтая, мелкая. 

## Таксономия
Вид Джефферсония сомнительная входит в род Джефферсония (Jeffersonia) трибы Барбарисовые (Berberideae) подсемейства Барбарисовые (Berberidoideae) семейства Барбарисовые (Berberidaceae) порядка Лютикоцветные (Ranunculales).
|  |                                      |  |                                                             |                                                             |                        |  | ещё 9 семейств (согласно Системе APG II) | ещё 9 семейств (согласно Системе APG II)     |                                              |  |  |  | ещё 1 триба (согласно Системе APG II) | ещё 1 триба (согласно Системе APG II) |  |  |  |  | ещё один вид, Jeffersonia diphylla | ещё один вид, Jeffersonia diphylla |
|  |                                      |  |                                                             |                                                             |                        |  | ещё 9 семейств (согласно Системе APG II) | ещё 9 семейств (согласно Системе APG II)     |                                              |  |  |  | ещё 1 триба (согласно Системе APG II) | ещё 1 триба (согласно Системе APG II) |  |  |  |  | ещё один вид, Jeffersonia diphylla | ещё один вид, Jeffersonia diphylla |
|  |                                      |  |                                                             | порядок Лютикоцветные                                       |                        |  |                                          |                                              | подсемейство Барбарисовые                    |  |  |  |                                       | род Джефферсония                      |  |  |  |  |                                    |                                    |
|  |                                      |  |                                                             | порядок Лютикоцветные                                       |                        |  |                                          |                                              | подсемейство Барбарисовые                    |  |  |  |                                       | род Джефферсония                      |  |  |  |  |                                    |                                    |
|  | отдел Цветковые, или Покрытосеменные |  |                                                             |                                                             | семейство Барбарисовые |  |                                          |                                              | триба Барбарисовые                           |  |  |  | вид Джефферсония сомнительная         |                                       |  |  |  |  |                                    |                                    |
|  | отдел Цветковые, или Покрытосеменные |  |                                                             |                                                             |                        |  |                                          |                                              |                                              |  |  |  |                                       |                                       |  |  |  |  |                                    |                                    |
|  |                                      |  | ещё 44 порядка цветковых растений (согласно Системе APG II) | ещё 44 порядка цветковых растений (согласно Системе APG II) |                        |  |                                          | ещё 1 подсемейство (согласно Системе APG II) | ещё 1 подсемейство (согласно Системе APG II) |  |  |  | ещё 10—13 родов                       | ещё 10—13 родов                       |  |  |  |  |                                    |                                    |
|  |                                      |  |                                                             | ещё 44 порядка цветковых растений (согласно Системе APG II) |                        |  |                                          |                                              | ещё 1 подсемейство (согласно Системе APG II) |  |  |  |                                       | ещё 10—13 родов                       |  |  |  |  |                                    |                                    |

### Этимология
Род Джефферсония (Jeffersonia) назван в честь третьего президента США Джефферсона, и хотя по последней классификации AGP IV вид отнесён к роду Косоплодник (Plagiorhegma), прежнее название джефферсония в наименовании таксона по-прежнему используется. Согласно системе, принятой в Plantarium, таксон имеет название Косоплодник сомнительный.
Видовой эпитет сомнительная связан с длительными спорами систематиков, к какому роду и семейству следует отнести данный вид.  